# Parechthrodryinus nigriclavatus
Parechthrodryinus nigriclavatus är en stekelart som först beskrevs av Shafee, Alam och Agarwal 1975.  Parechthrodryinus nigriclavatus ingår i släktet Parechthrodryinus och familjen sköldlussteklar. Inga underarter finns listade i Catalogue of Life.